# Wielka Synagoga w Piotrkowie Trybunalskim

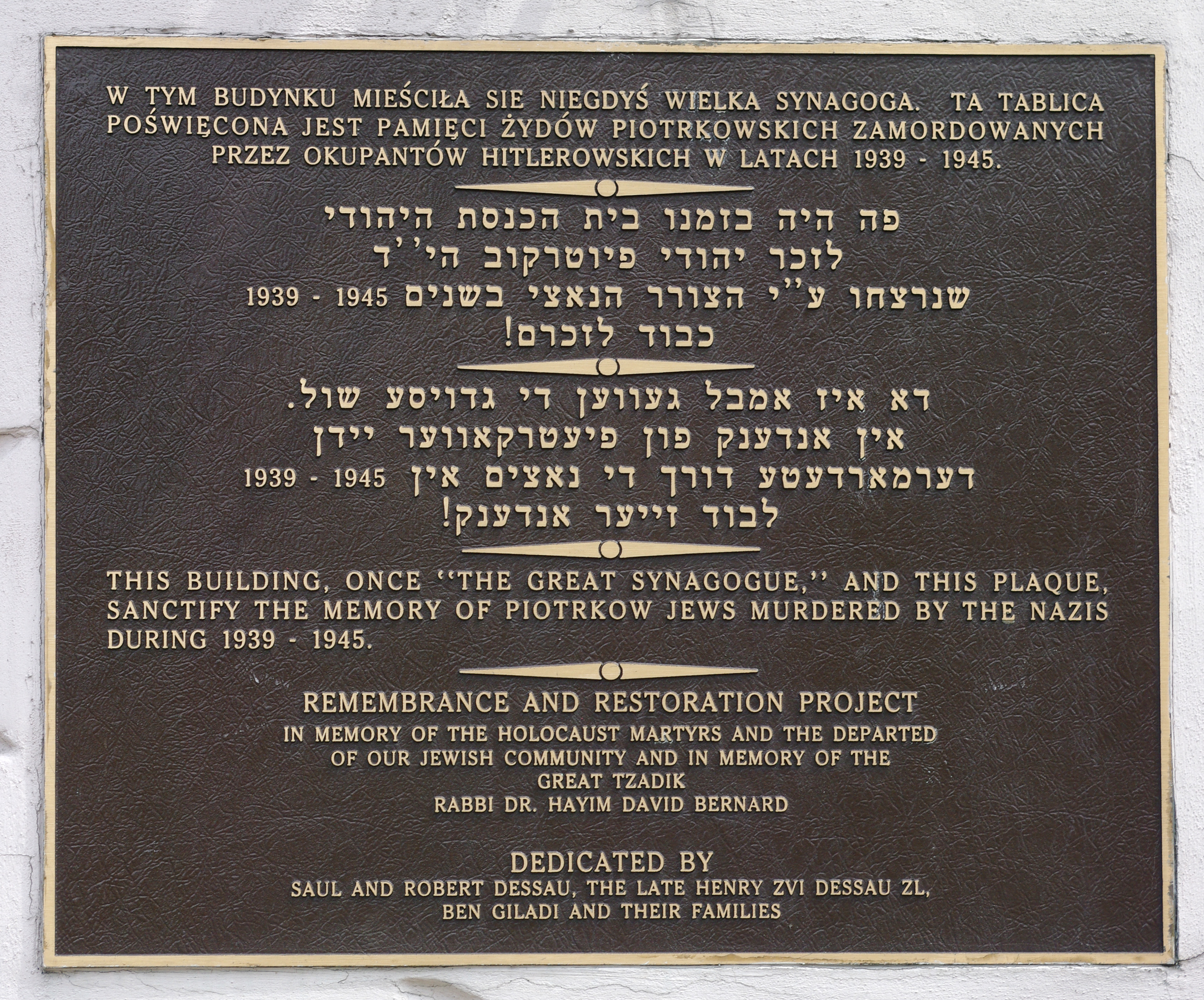
Tablica pamiątkowa

Wielka Synagoga w Piotrkowie Trybunalskim – synagoga znajdująca się w Piotrkowie Trybunalskim przy ulicy Jerozolimskiej 29, we wschodniej części miasta zwanej dawniej Wielką Wsią lub Żydowskim Miastem Piotrkowem.
Obecnie jest jedną z najlepiej zachowanych synagog w Polsce, cenną ze względu na swoją unikatową architekturę.

## Historia
Synagoga została zbudowana w latach 1791–1793 na miejscu starej synagogi, z funduszy Mojżesza Kocyna. Projekt wykonał żydowski architekt Dawid Friedlander. W 1813 podczas wycofywania się wojsk napoleońskich synagogę odwiedził francuski marszałek Louis Nicolas Davout, zaś w 1821 car Aleksander I Romanow.
W 1854 synagoga została poważnie zdewastowana przez Rosjan. Po tym zdarzeniu budynek gruntownie odnowiono, nadając mu cechy stylu mauretańskiego oraz dobudowując babińce wzdłuż elewacji północnej i południowej. Pierwotnie jedyna sala dla kobiet znajdowała się na piętrze, nad przedsionkiem.
Po 1868 nastąpiła gruntowna przebudowa elewacji zachodniej według projektu Ignacego Markiewicza, wysunięcie jej o 5 metrów do przodu i nadanie jej form orientalnych z dwiema wieżyczkami po bokach. Dzięki temu powiększono babiniec poprzez wprowadzenie dodatkowych galerii dla kobiet, wspartych na czworobocznych kolumnach.
Podczas II wojny światowej niemieccy okupanci zdewastowali synagogę, bezpowrotnie niszcząc jej cenne wyposażenie. Po zakończeniu wojny o synagogę ubiegało się kilka instytucji, w tym Kongregacja Wyznania Mojżeszowego oraz Międzykomunalny Związek Szpitalnictwa w Piotrkowie, który chciał włączyć synagogę w skład pobliskiego szpitala św. Trójcy.
W 1954 Prezydium Miejskiej Rady Narodowej przekazało synagogę Klubowi Sportowemu „Unia”, który urządził w niej salę sportową. W związku z protestami kongregacji żydowskiej, klub w 1955 zrezygnował z użytkowania synagogi. W tym samym roku budynek został przekazany Spółdzielni Pracy Ozdób Choinkowych „Szkło”.
W latach 1964–1967 synagoga została gruntownie wyremontowana oraz odrestaurowana i przeznaczona na siedzibę Miejskiej Biblioteki Publicznej im. Adama Próchnika. W 2019 bibliotekę przeniesiono do nowej siedziby, a synagoga pełni funkcję tymczasowej siedziby Archiwum Państwowego w Piotrkowie Trybunalskim.
Na ścianie synagogi znajduje się tablica pamiątkowa z treścią w językach polskim, hebrajskim, jidysz oraz angielskim: „W tym budynku mieściła się kiedyś Wielka Synagoga. Ta tablica poświęcona jest pamięci Żydów piotrkowskich zamordowanych przez okupantów hitlerowskich w latach 1939–1945”.
Budynek wpisany jest do rejestru zabytków pod numerem 661 z 11.09.1967. Znajduje się też w gminnej ewidencji zabytków miasta Piotrkowa Trybunalskiego.

## Architektura
Murowany i orientowany budynek synagogi wzniesiono na planie prostokąta. Wewnątrz w zachodniej części znajduje się płytki przedsionek, z którego wchodzi się do głównej sali modlitewnej. Nad przedsionkiem pierwotnie znajdował się babiniec; w trakcie przebudowy w 1854 babińce zostały dobudowane wzdłuż elewacji północnej oraz południowej.
Orientalny charakter fasadzie głównej oraz elewacjom bocznym nadają spłaszczone łuki, ścianki attykowe przesłaniające spadek dachu, fryzy wieńczące elewacje – machikułowy i arkadowy, wieżyczki akcentujące wszystkie narożniki oraz rombowa siatka, która jest nawiązaniem do wzorów arabskich.
W sali głównej na wschodniej ścianie pierwotnie znajdował się bogato zdobiony, wykonany z drzewa gruszy Aron ha-kodesz. Po jego obu stronach znajdowały się rzeźbione lwy naturalnej wielkości, stojące na tylnych nogach i podtrzymujące złotą koronę na Torę, a na szczycie orzeł z rozpostartymi skrzydłami. Aron ha-kodesz otaczały rzeźbione postaci cherubinów, gałęzie roślin, na których wisiały instrumenty muzyczne, wzorowane na używanych w Świątyni Jerozolimskiej, inskrypcje hebrajskie oraz liczne motywy roślinne i biblijne.
Na ścianach znajdowały się bardzo okazałe polichromie, przedstawiające m.in. na ścianie zachodniej znaki zodiaku, Groby Patriarchów oraz Ścianę Płaczu. Ich autorem był Dawid Goldstein z Grocholic, obecnie części Bełchatowa. Pozostałe malowidła znajdujące się na ścianach północnej, południowej oraz wschodniej wykonał Dawid Friedlander, zapewne w 1816.
Sala modlitw była doświetlona przez okna i świeczniki przyścienne, esowate lichtarze, zwieszające się z sufitu pająki i żyrandole – wszystko bogato zdobione. Na pamiątkę światła, które płonęło w Świątyni Jerozolimskiej, przed Aron ha-kodesz umieszczono lampę Ner tamid. Salę oświetlał także dziewięcioramienny świecznik z mosiądzu.